# یوهین پس‌سرسفید
یوهین پس‌سرسفید (نام علمی: Yuhina bakeri) نام یک گونه از سرده یوهین است.